# Melanolophia imperfectaria
Melanolophia imperfectaria là một loài bướm đêm trong họ Geometridae.